# Socznik czarnogłowy
Socznik czarnogłowy (Epuraea melanocephala) – gatunek chrząszcza z rodziny łyszczynkowatych i podrodziny Nitidulinae.

## Taksonomia
Gatunek ten opisany został po raz pierwszy w 1802 roku przez Thomasa Marshama pod nazwą Nitidula melanocephala.

## Morfologia

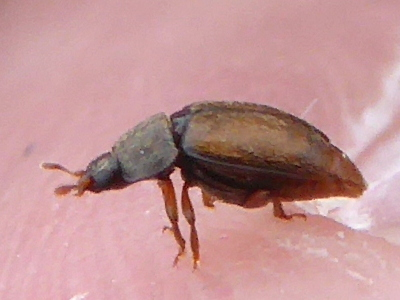
Widok z boku

Chrząszcz o owalnym w zarysie, z wierzchu dość mocno sklepionym ciele długości od 2 do 3 mm. Głowa i przedplecze są brunatne do czarniawobrązowych, porośnięte wyraźnym, złocistożółtym owłosieniem. Pokrywy u form ciemnych również są brunatne do czarniawobrązowych, u form jaśniejszych natomiast jasnobrunatne, często z ciemniejszymi smugami. U form ciemnych barwa czułków i odnóży jest jaśniejsza niż pokryw. Przedplecze i pokrywy mają wąskie, rynienkowate obrzeżenie krawędzi bocznych. Przednia krawędź przedplecza odznacza się płytkim, łukowatym wycięciem. Wierzchołki pokryw wyglądają na prawie ścięte. Odnóża mają stopy o pazurkach zaopatrzonych w słabe ząbki u podstawy. Genitalia samca charakteryzuje prącie z sześcioma parami płytek w nasadowej połowie. 

## Ekologia i występowanie
Owad ten zasiedla lasy, zarośla, polany, łąki i ogrody. Jest saproksyliczny. Rozwija się w fermentującym soku wyciekającym z uszkodzonych drzew. Postacie dorosłe wiosną i latem poza wyciekami soku chętnie odwiedzają kwiaty niektórych drzew liściastych (w tym klonów jaworów), krzewów i roślin zielnych (są antofilne). Jesień i zimę spędzają w ściółce i próchniejących pniakach.
Gatunek palearktyczny o rozsiedleniu europejsko-syberyjskim. W Europie znany jest z Portugalii, Hiszpanii, Andory, Irlandii, Wielkiej Brytanii, Francji, Belgii, Luksemburga, Holandii, Niemiec, Szwajcarii, Liechtensteinu, Austrii, Włoch, Danii, Szwecji, Norwegii, Finlandii, Estonii, Litwy, Polski, Czech, San Marino, Słowacji, Węgier, Białorusi, Ukrainy, Mołdawii, Monako, Rumunii, Bułgarii, Słowenii, Chorwacji, Bośni i Hercegowiny, Czarnogóry, Serbii, Albanii, Macedonii Północnej, Grecji oraz europejskich części Rosji i Turcji. Poza tym występuje w Afryce Północnej, Azji Zachodniej i na Syberii.